# Aleksy Krut
Aleksy Krut (ur. 17 czerwca 1925 w Ostrowie, zm. 1963) – funkcjonariusz aparatu bezpieczeństwa w PRL, oskarżany o zbrodnie przeciwko ludzkości.

## Życiorys
Pochodził z rodziny prawosławnej z Lubelszczyzny. W 1943 r. wstąpił do Zbrojnych Placówek PPR. Od 1944 r. pracownik Powiatowego Urzędu Bezpieczeństwa w Chełmie. W tym samym roku został przeszkolony w Szkole Oficerów Bezpieczeństwa w Lublinie.
W lutym 1945 roku przybył na Górny Śląsk i rozpoczął służbę w Obozie Zgoda w Świętochłowicach. Źródła nie są zgodne, co do szczegółów dotyczących sprawowania przez niego funkcji komendanta. Pewne jest, że nim był, prawdopodobnie od lutego do maja 1945, natomiast w źródłach funkcjonują sprzeczne informacje, czy był nim samodzielnie czy wspólnie z Salomonem Morelem. Morel w liście do Głównej Komisji Badania Zbrodni przeciwko Narodowi Polskiemu z 7 listopada 1992 stwierdził, że na komendanta został powołany 6 czerwca 1945, zostając następcą Kruta. Inne publikacje wskazują, że do maja 1945 obozem kierowali wspólnie. 
Następnie Krut pełnił obowiązki naczelnika więzienia w Kluczborku (1946), Sosnowcu-Radosze (1947), Koronowie (1947–1949). W latach 1952–1963 pełnił służbę w więziennictwie, będąc m.in. w randze kapitana naczelnikiem Zakładu Karnego w Kamińsku w latach 1952–1954.